# 阿爾貝拉山脈

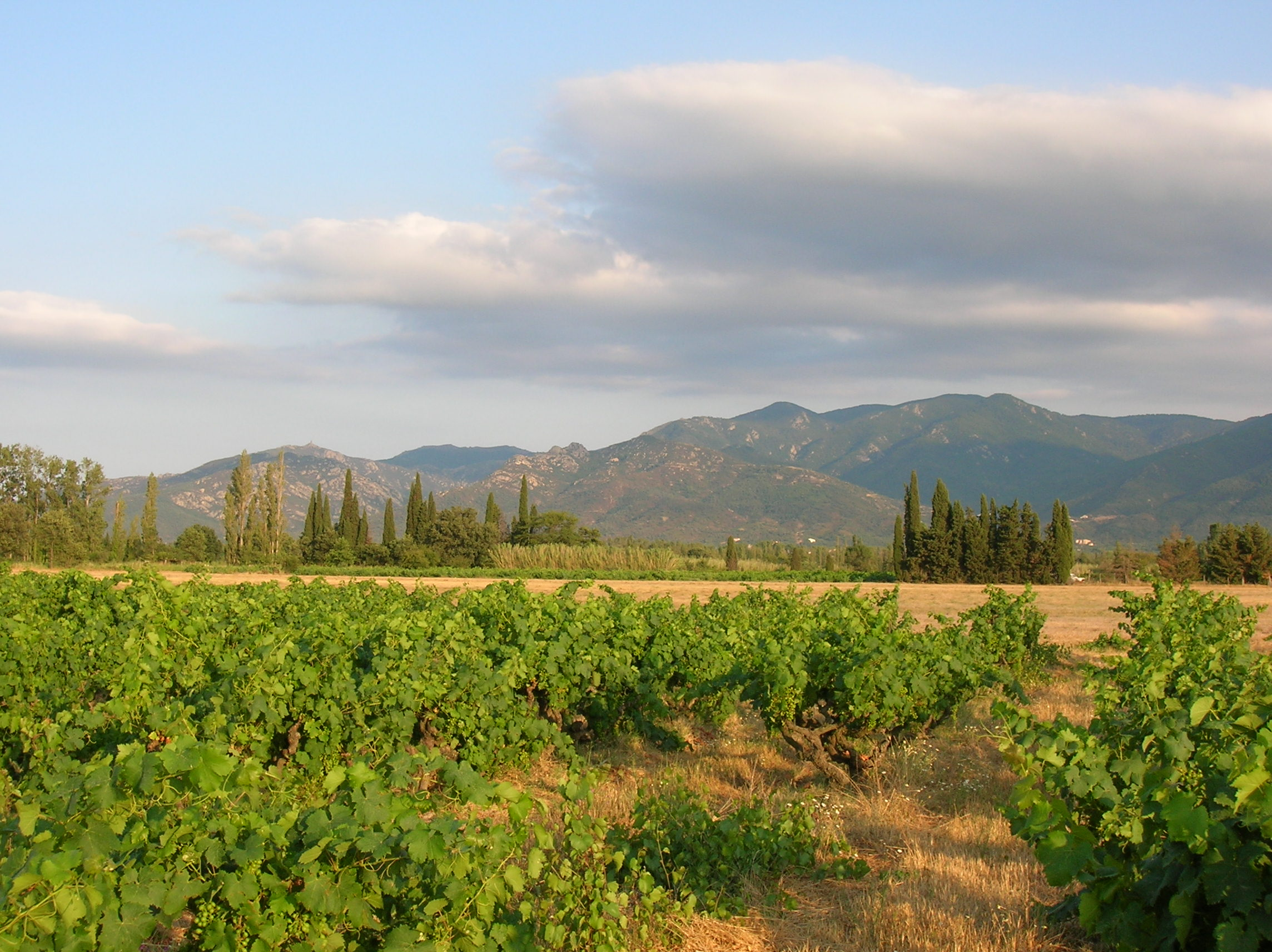

42°28′55″N 2°56′49″E / 42.48194°N 2.94694°E
阿爾貝拉山脈（西班牙語：sierra de la Albera），法语名阿尔贝尔山脉（法語：massif des Albères），是西班牙与法国的山脈，屬於比利牛斯山的一部分，最高點是海拔高度1,256米的内乌洛斯峰。

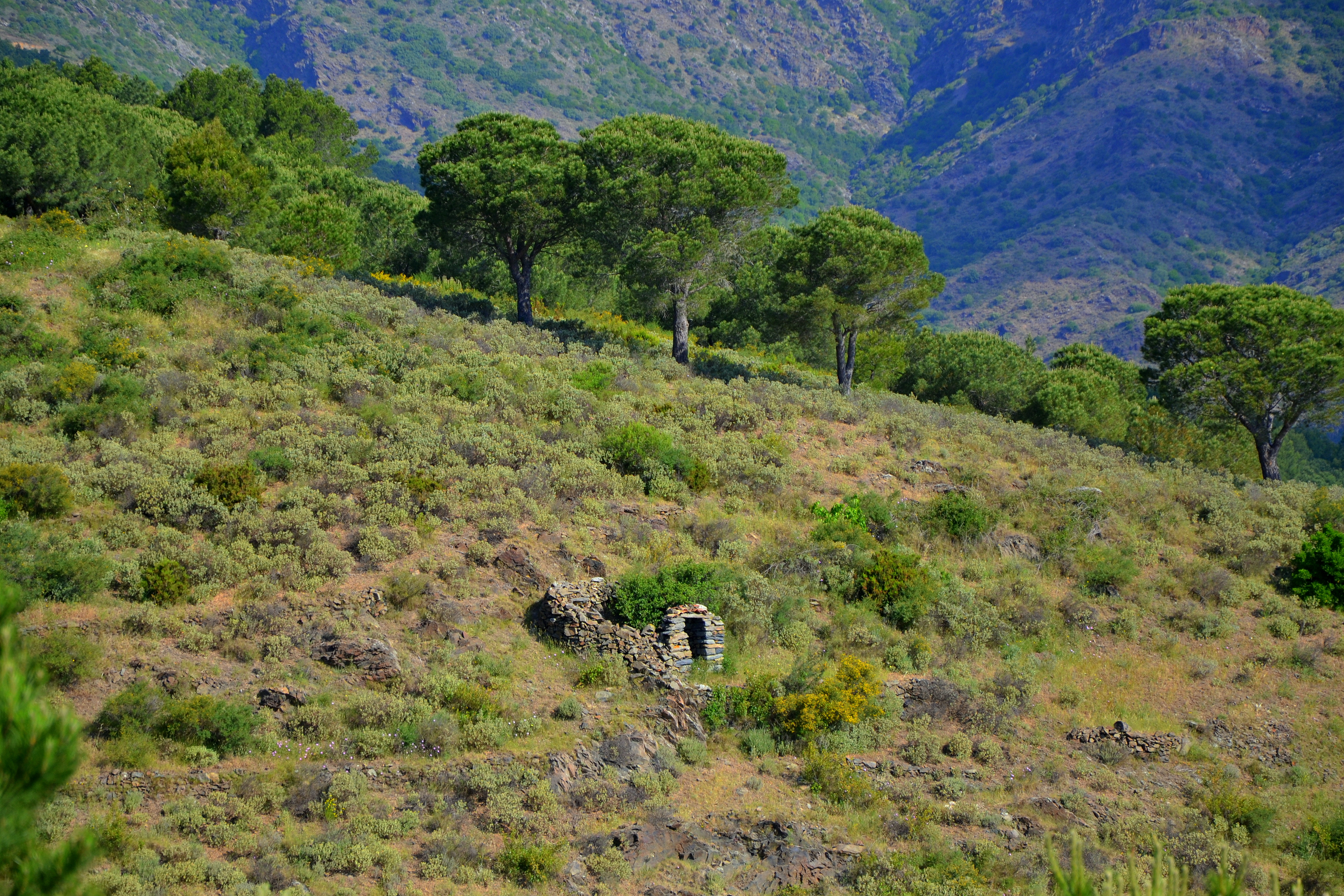
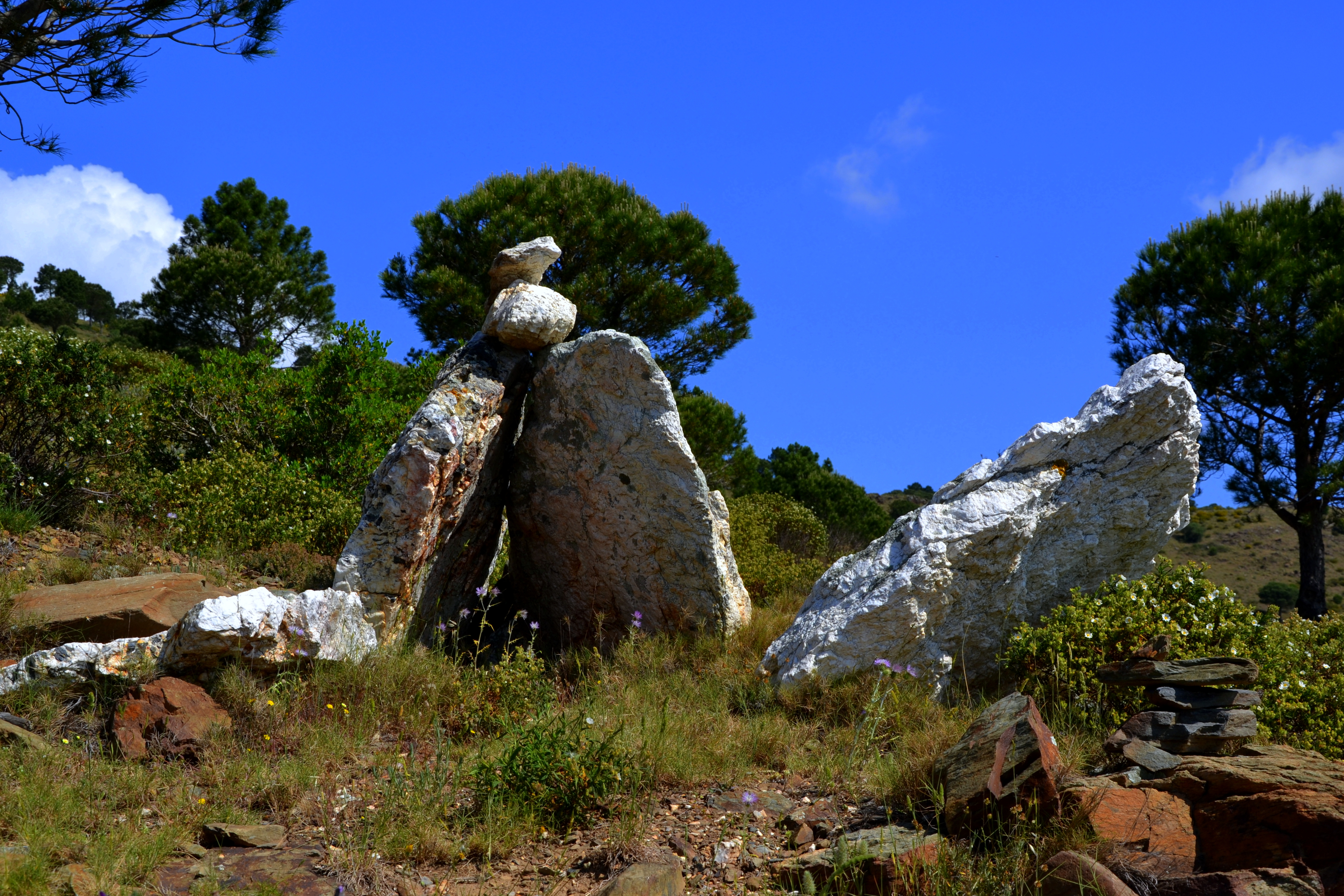
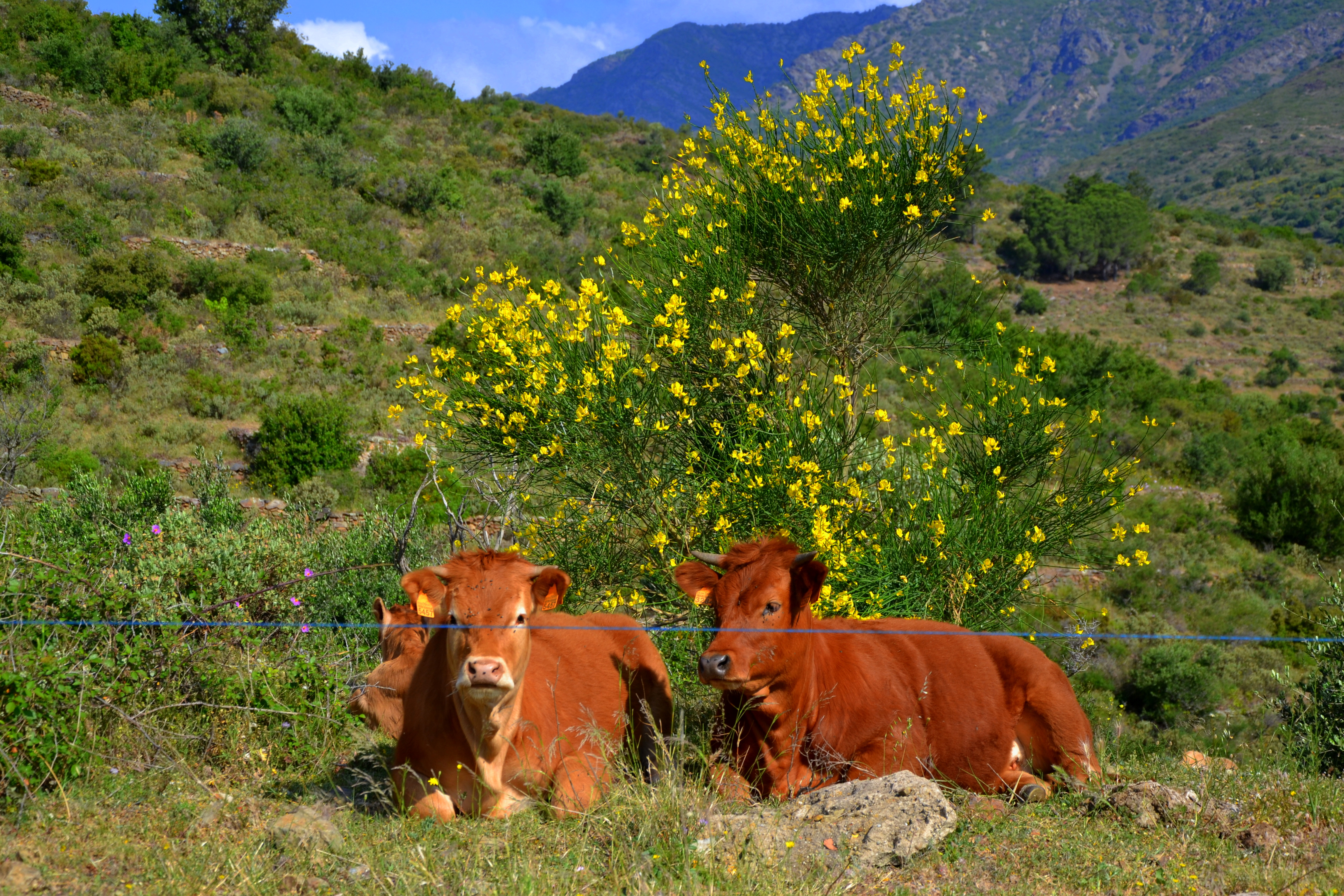
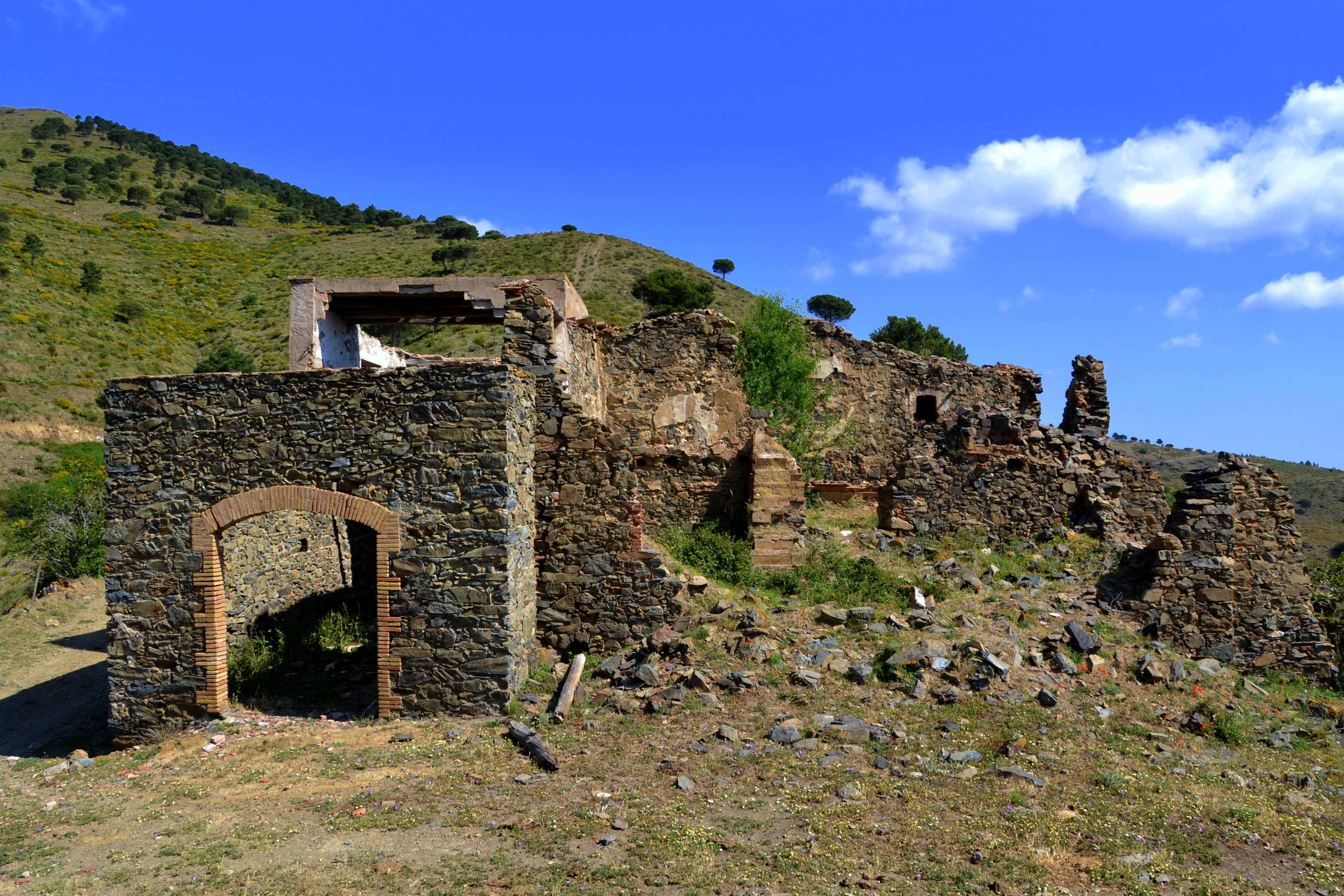